# Congregazione (Curia romana)
Congregazione (o Sacra congregazione) è il termine con cui si definivano nella Curia romana i dicasteri più importanti che collaboravano col papa nel governo spirituale e materiale della Chiesa cattolica.
Questa terminologia non è stata più utilizzata con la riforma della Curia voluta da papa Francesco e che è entrata in vigore con la costituzione apostolica Praedicate evangelium nel 2022, che ha adottato il termine "dicastero" al posto di "congregazione".

## Storia
Le congregazioni romane sorsero nel corso del XVI secolo dopo un periodo di gravi sconvolgimenti (dal grande scisma d'Occidente alla riforma protestante) a cui seguì il consolidamento dell'autorità e del governo papale e la conseguente ristrutturazione della Curia.
Tali dicasteri nacquero all'interno del collegio cardinalizio come commissioni ristrette e temporanee per l'esame di problemi particolari (sia concernenti il governo temporale dello Stato Pontificio, sia il governo spirituale della Chiesa Universale) e divennero progressivamente permanenti e direttamente soggette al papa, che ne selezionava i membri e ne nominava i prefetti.
Sorsero così, tra le altre, le congregazioni dell'inquisizione universale (1542), del concilio (1564), dell'indice (1572) e per i vescovi (1573): con la costituzione apostolica Immensa Aeterni Dei, del 22 gennaio 1588, Sisto V riordinò le congregazioni fino ad allora create e ne fondò di nuove (il loro numero venne portato a quindici), facendone la struttura portante del governo papale, con un funzionamento burocratico non dissimile da quello dei ministeri degli stati moderni (che, per alcuni storici, presero a modello proprio la Curia romana per l'organizzazione dei loro governi centrali).
Nel corso dei secoli successivi vennero create numerose altre congregazioni ed altre ancora cessarono di funzionare: il loro primo sostanziale riordinamento avvenne il 29 giugno 1908, con la costituzione apostolica Sapienti consilio di Pio X, che ne portò il numero da venti a undici (vennero soppresse, tra le altre, le sei congregazioni che si occupavano dell'amministrazione civile dello Stato pontificio).
In forza del motu proprio Cum iuris canonici del 1917, le Congregazioni Vaticane acquisirono il «compito ordinario» di emanare, «quando se ne veda l’opportunità», le istruzioni utili a «portare maggior luce» ed «aumentare l’efficacia» delle norme sia del diritto ecclesiastico interno che del diritto ecclesiastico esterno con gli altri Stati sovrani (es. i Patti Lateranensi) e con gli organismi internazionali.
La situazione rimase sostanzialmente inalterata fino al Concilio vaticano II, quando i padri conciliari, col decreto Christus Dominus del 28 ottobre 1965, auspicarono che fosse dato alle congregazioni un nuovo ordinamento, più adatto alle necessità dei nuovi tempi: accogliendo le istanze del Concilio, Paolo VI, con il motu proprio Pro comperto sano del 6 agosto 1967 concesse anche ai Vescovi diocesani di diventare membri delle Congregazioni e con la costituzione apostolica Regimini Ecclesiæ universae del 15 agosto dello stesso anno, portò da dodici a dieci il numero delle congregazioni. Un'importante riforma della Curia romana è avvenuta sotto il pontificato di papa Giovanni Paolo II con la costituzione apostolica Pastor Bonus, del 28 giugno 1988. Le congregazioni hanno perso, a favore della Segreteria di Stato, il primato curiale, pur restando l'asse portante del governo papale: il loro numero è stato portato a nove e molti dei loro compiti sono stati delegati a organismi di nuova istituzione quali i consigli, le commissioni e altri uffici.

## Organizzazione
Sono delle commissioni permanenti composte da cardinali, arcivescovi e vescovi incaricate di particolari affari ecclesiastici. I membri vengono nominati dal papa per un quinquennio: al raggiungimento del settantacinquesimo anno di età, ogni membro è tenuto a presentare le sue dimissioni; decadono comunque dall'incarico in caso di morte del pontefice.
Ogni congregazione è retta da un cardinale prefetto di nomina pontificia: anche un arcivescovo può essere elevato a tale carica ma, in questo caso, l'arcivescovo regge il dicastero con il titolo di pro-prefetto fino a quando viene nominato cardinale, nel concistoro successivo. Il prefetto, per quanto riguarda la direzione delle persone e la trattazione degli affari del dicastero, si avvale della collaborazione di un segretario (di regola un arcivescovo) e di un sottosegretario; durante la vacanza del soglio papale, i segretari si occupano del governo ordinario delle congregazioni: qualora prendano dei provvedimenti di urgenza, questi hanno bisogno di essere confermati dal nuovo pontefice entro tre mesi dalla sua elezione.
I provvedimenti più importanti vanno discussi e approvati in una sessione plenaria e hanno comunque bisogno dell'approvazione papale. Le congregazioni si avvalgono della collaborazione di un collegio di consultori nominati tra gli esperti delle materie da trattare (in genere, religiosi docenti presso le università pontificie). La costituzione apostolica Pastor Bonus ha riordinato le congregazioni e ha ridefinito le materie di loro competenza: in casi di conflitto di competenza tra le congregazioni, il Supremo tribunale della segnatura apostolica ha il compito di dirimere le contese.

## Congregazioni attive
Fino al 5 giugno 2022 era ancora utilizzato il termine "congregazione" per:
- la Congregazione per la dottrina della fede;
- la Congregazione per le Chiese orientali;
- la Congregazione per il culto divino e la disciplina dei sacramenti;
- la Congregazione delle cause dei santi;
- la Congregazione per l'evangelizzazione dei popoli;
- la Congregazione per il clero;
- la Congregazione per gli istituti di vita consacrata e le società di vita apostolica;
- la Congregazione per l'educazione cattolica;
- la Congregazione per i vescovi.

## Congregazioni soppresse nel corso dei secoli
Vengono qui raccolte tutte le congregazioni cardinalizie presenti nel corso dei secoli e via via soppresse sino ai giorni nostri:
- Congregazione dell'abbondanza dello stato ecclesiastico
- Congregazione delle Acque
- Congregazione per gli affari ecclesiastici straordinari
- Congregazione di Ancona
- Congregazione di Avignone
- Congregazione de Auxiliis divinae gratiae
- Congregazione dei baroni dello stato ecclesiastico
- Congregazione del buon governo
- Congregazione del Censo
- Congregazione del cerimoniale
- Congregazione del concilio
- Congregazione dei Confini
- Congregazione della consulta
- Congregazione sopra la correzione dei libri della chiesa orientale
- Congregazione della disciplina regolare
- Congregazione economica
- Congregazione per l'elezione dei vescovi
- Congregazione Fermana o di Fermo
- Congregazione dell'immunità ecclesiastica
- Congregazione dell'Indice
- Congregazione per le indulgenze e le sacre reliquie
- Congregazione dell'Inquisizione
- Congregazione lauretana o di Loreto
- Congregazione navale
- Congregazione della Propaganda Fide
- Congregazione per la residenza dei vescovi
- Congregazione della reverenda fabbrica di San Pietro
- Congregazione dei riti
- Congregazione della sanità
- Congregazione per sollevare dalli aggravi o gravami lo stato ecclesiastico
- Congregazione speciale per la riedificazione della basilica di San Paolo fuori le Mura
- Congregazione della stamperia vaticana
- Congregazione degli studi
- Congregazione del terrore degli uffiziali di Roma
- Congregazione dei vescovi e regolari
- Congregazione della visita apostolica
- Congregazione della Zecca